# Felip II de França

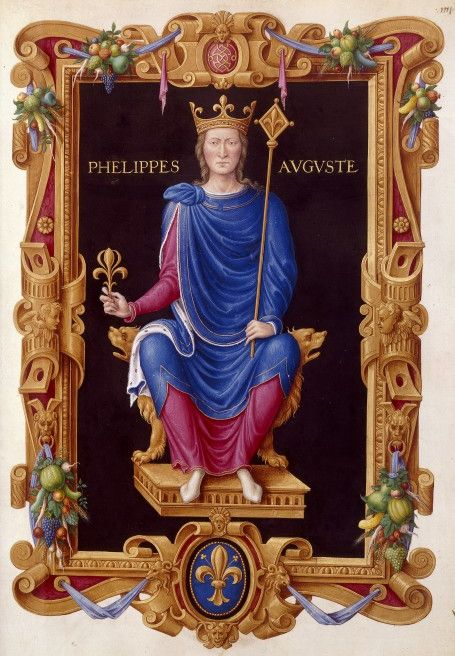
Felip II de França, Felip August

Felip II de França o Felip August (Gonesse 1165 - Mantes 1223), rei de França (1180-1223).

## Biografia

### Orígens familiars
Fill segon del matrimoni, i l'únic mascle, entre el rei Lluís VII de França i la seva tercera esposa Adela de Xampanya. Era net per línia paterna de Lluís VI de França i Adelaida de Savoia, i per línia materna de Teobald IV de Blois i Matilda de Caríntia.

### Primers anys
Felip va néixer a Gonesse el 21 d'agost de 1165, fill de Lluís VII i Adela de Champagne. Va ser sobrenomenat Dieudonné (donat per Déu) sent el fill primogènit, arribant tard en la vida del seu pare.
Lluís tenia la intenció de fer Felip cogovernant amb ell, d'acord amb les tradicions de la Casa dels Capets, però aquests plans es van retardar quan Felip es va emmalaltir després d'una sortida de caça. El seu pare va anar en pelegrinatge al santuari de Thomas Becket a la catedral de Canterbury per pregar per la recuperació de Felip, i li van dir que el seu fill s'havia recuperat. Tanmateix, de tornada a París, el rei va patir un ictus.

### Hereu de la corona

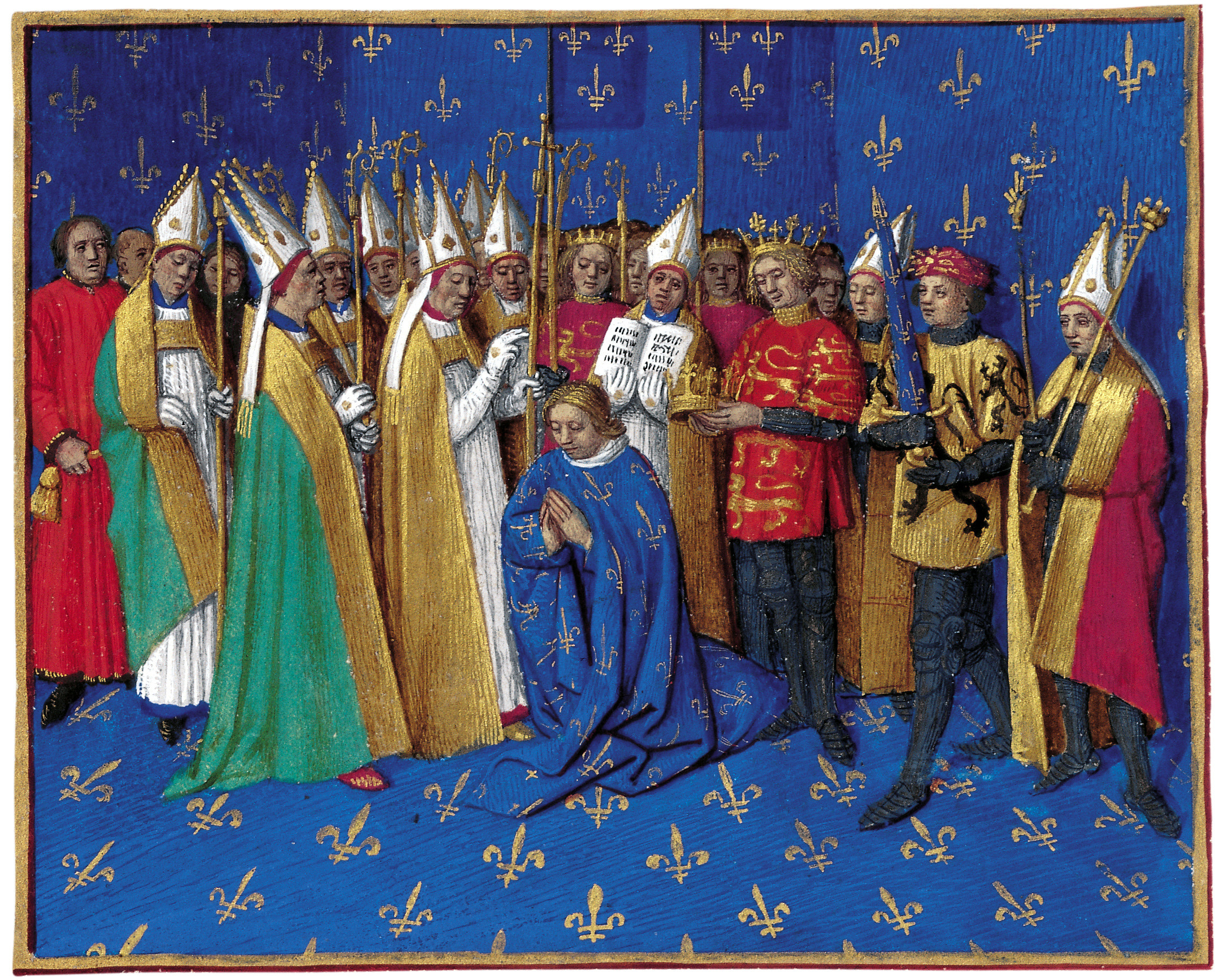
Couronnement de Philippe Auguste (Coronament de Felip August), de Jean Fouquet

En declivi de salut, Lluís VII va fer coronar i ungir com a rei Felip, de 14 anys, a Reims en vida del seu pare, tal com manava la tradició de la Dinastia Capet l'1 de novembre de 1179 per l'arquebisbe Guillem de les Mans Blanques.
Fou associat a partir d'aquell moment al govern, tot i que realment només controlà la regió de l'Illa de França. Felip August tenia una única política durant el seu regnat: reforçar el control sobre el territori, i en especial sobre la Dinastia Plantagenet. I és que Enric II d'Anglaterra controlava aleshores no només el regne d'Anglaterra sinó també el comtat d'Anjou així com Normandia, Aquitània i Bretanya.
Va lluitar contra el feudalisme per imposar un regne més centralitzat. Va aconseguir ampliar els seus territoris amb el comtat d'Amiens i Montdidier el 1185.
Des del moment de la seva coronació, tot el poder real va ser transferit a Felip, ja que la salut del seu pare va anar declinant lentament. Els grans nobles estaven insatisfets amb l'avantatge matrimonial de Felip. La seva mare i quatre oncles, tots els quals van exercir una enorme influència sobre Lluís, estaven extremadament descontents amb la seva consecució al tron des que Felip havia pres el segell reial del seu pare. Lluís va morir el 18 de setembre de 1180.

### Núpcies i descendents
Felip es va casar el 28 d'abril de 1180 amb Isabel d'Hainaut, filla del comte Balduí V d'Hainaut i de la comtessa Margarida I de Flandes. Isabel va portar el comtat d'Artois com a dot. El matrimoni es va celebrar a Bapaume, amb la presència dels bisbes de Senlis i Laon. D'aquest matrimoni nasqueren:
- Lluís VIII de França (1187-1226), rei de França.
- dos germans bessons que nasqueren el 1190 i moriren als quatre dies.

El 14 d'agost de 1193 es casà amb Ingeborg de Dinamarca, filla de Valdemar I de Dinamarca i Sofia de Minsk. D'aquest matrimoni no tingué fills.
Ingeborg fou repudiada pel rei Felip II el mateix any del matrimoni per posteriorment tornar a acceptar-la el 1200. Mentrestant el rei Felip s'havia casat novament, en terceres núpcies, el 7 de maig de 1196 amb Agnès de Merània. D'aquesta unió nasqueren:
- Maria de França (1198-1224), casada el 1213 amb Enric I de Brabant
- Felip de França (1200-1234), comte de Mortain i Aumale

### Consolidació del domini reial

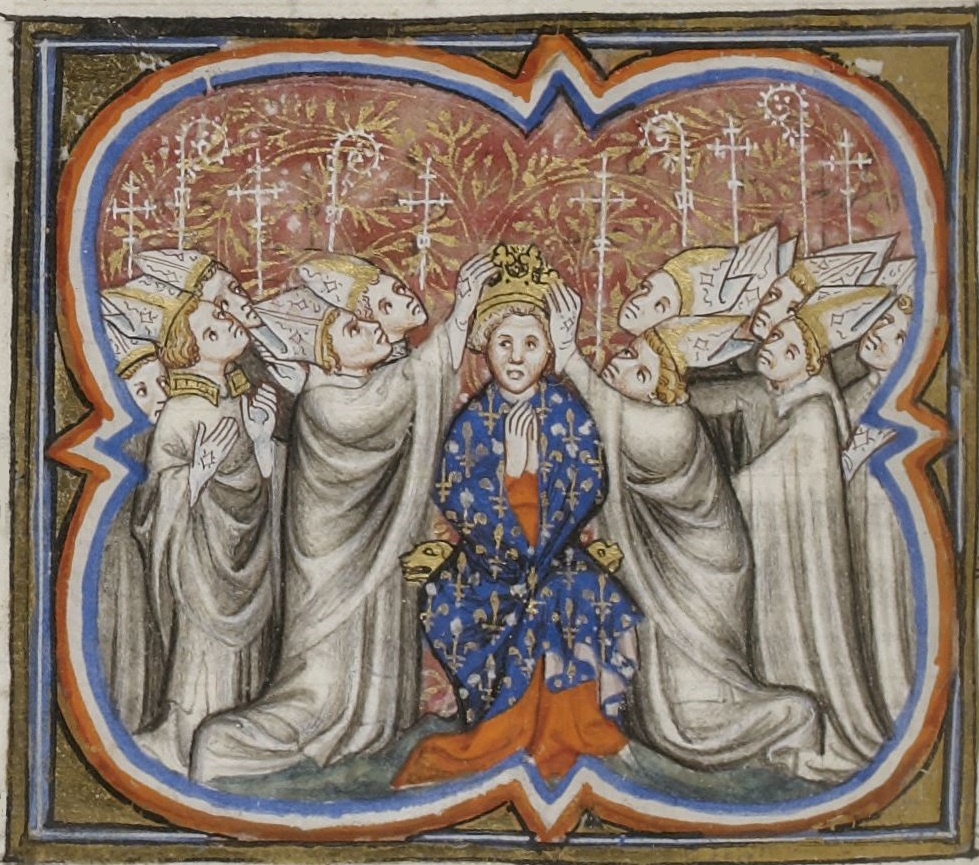
La coronació de Felip II August
(de les Grandes Chroniques de France, c. 1332–1350)

El domini reial havia augmentat sota Felip I  i Lluís VI, però havia disminuït lleugerament sota Lluís VII. El primer gran augment de la possessió reial va arribar el 1185, quan Felip va adquirir el comtat d'Amiens. Va comprar el comtat de Clermont-en-Beauvaisis el 1218, i després de la mort de Robert I, comte d'Alençon el 1219, Felip va obtenir la ciutat i el comtat d'Alençon. El fill gran de Felip, Lluís, va heretar el comtat d'Artois el 1190 quan va morir la reina Isabel.

### Exèrcit reial

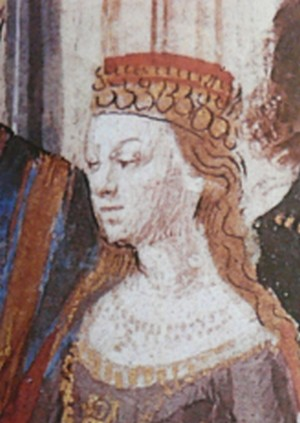
Isabel, la primera dona de Felip
(pel Maître de Rambures, c. 1450–1475)

La principal font de finançament de l'exèrcit de Felip era el domini reial. En temps de conflicte, podia convocar immediatament 250 cavallers, 250 sergents a cavall, 100 ballestes muntats, 133 ballestes a peu, sergents de 2.000 peus i 300 mercenaris. Cap al final del seu regnat, el rei va poder reunir uns 3.000 cavallers, 9.000 sergents, 6.000 milicians urbans i milers de sergents de peu. Utilitzant els seus ingressos augmentats, Felip va ser el primer rei capet a construir una marina francesa de manera activa. El 1215, la seva flota podia transportar un total de 7.000 homes. En dos anys, la seva flota incloïa 10 vaixells grans i molts més de petits.

### Expulsió dels jueus
Revertint la tolerància i la protecció del seu pare dels jueus, Felip el 1180 va ordenar que els jueus francesos fossin despullats dels seus objectes de valor, rescatats i convertits al cristianisme sota pena de més impostos. L'abril de 1182, parcialment per enriquir la corona francesa, va expulsar tots els jueus de la propietat i els confiscà els béns. Felip els va expulsar de la possessió reial el juliol de 1182 i va fer enderrocar cases jueves a París per donar pas al mercat de les Halles. Les mesures van ser rendibles a curt termini, només els rescats van aportar 15.000 marcs i van enriquir els cristians a costa dels jueus. Noranta-nou jueus van ser cremats vius a Brie-Comte-Robert. El 1198 Felip va permetre el retorn dels jueus.

### Guerres amb els seus vassalls

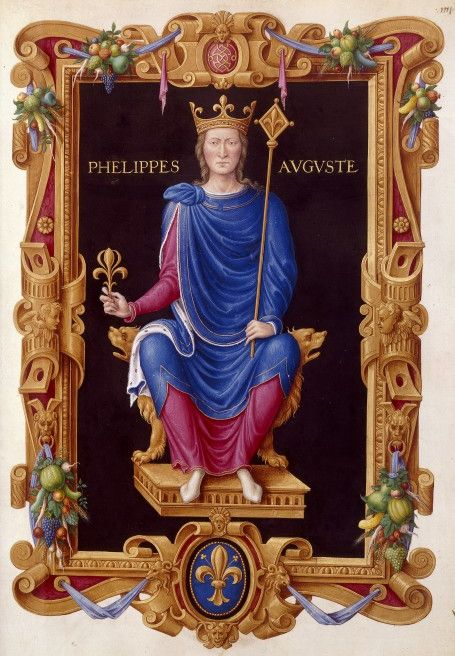
Felip II entronitzat, retrat de Jean du Tillet, 1555–1566

El 1181, va sorgir un conflicte entre Felip i el comte Felip I de Flandes sobre els Vermandois, que el rei Felip va reclamar com a dot de la seva dona. Finalment, el comte de Flandes va envair França, assolant tot el districte entre la Somme i l'Oise abans de penetrar fins a Dammartin. Notificat de l'aproximació de Felip amb 2.000 cavallers, va tornar a Flandes. Felip el va perseguir i els dos exèrcits es van enfrontar prop d'Amiens. En aquesta etapa, Felip havia aconseguit contrarestar les ambicions del comte trencant les seves aliances amb el duc Enric I de Brabant i l’arquebisbe de Colònia, Philipp von Heinsberg. Això, juntament amb un resultat incert si havia d'enfrontar els francesos a la batalla, va obligar el comte a concloure una pau. El juliol de 1185, el Tractat de Boves va deixar dividit el territori en disputa, amb Amiens, Artois i nombrosos altres llocs passant al rei, i la resta, amb el comtat de Vermandois pròpiament dit, deixat provisionalment al comte de Flandes. Va ser durant aquesta època que Felip II va ser sobrenomenat August pel monjo Rigord per augmentar les terres franceses.
Mentrestant, el 1184, Esteve I, comte de Sancerre i els seus mercenaris de Brabançon van assolar l'Orléanais. Felip el va derrotar amb l'ajuda dels Confrares de la Paix.

### Guerra amb Enric II
Va sorgir un desacord entre Felip i el rei Enric II d'Anglaterra, que també era comte d'Anjou i duc de Normandia i Aquitània a França. La mort del fill gran d'Enric, Enric el Jove Rei, el juny de 1183, va iniciar una disputa sobre la dot de la germana vídua de Felip, Margarida. Felip va insistir que el dot hauria de ser retornat a França, ja que el matrimoni no va produir cap fill, segons l'acord de compromís. Els dos reis celebrarien conferències al peu d'un om prop de Gisors, que estava tan posicionat que eclipsaria el territori de cada monarca, però en va. Felip va impulsar el cas més enllà quan el rei Béla III d'Hongria va demanar la mà de la vídua en matrimoni i, per dot va haver de ser retornat, cosa que finalment Enric va acceptar.

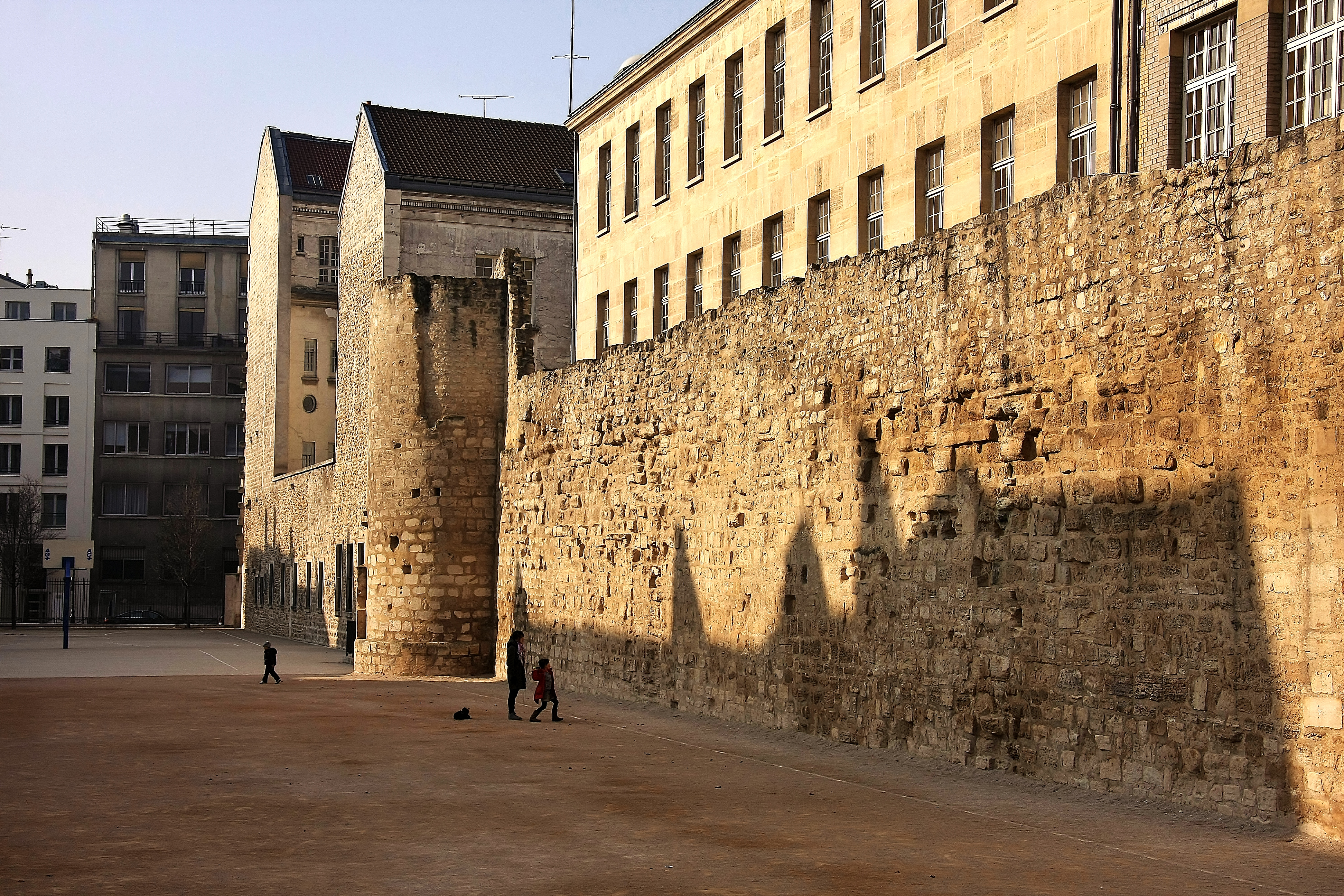
Restes del mur de Felip II August construït al voltant de París abans d'anar a les croades. El segment que es mostra aquí es troba a la rue des Jardins-Saint-Paul.

La mort del quart fill d'Enric, Geoffrey II, duc de Bretanya, va iniciar una nova ronda de disputes, ja que Enric va insistir que conservava la tutela del ducat per al seu net no nascut Artur I, duc de Bretanya. Felip, com a senyor d'Enric, va oposar-se, afirmant que havia de ser el tutor legítim fins al naixement del nen. Aleshores Felip va plantejar la qüestió de la seva altra germana, Alys, comtessa de Vexin, i el seu compromís retardat amb el fill, anomenat Ricard Cor de Lleó.
Amb aquestes greuges, van seguir dos anys de combat (1186–1188), però la situació es va mantenir sense canvis. Felip es va aliar inicialment amb els fills joves d'Enric, Ricard Cor de Lleó i Joan, que estaven en rebel·lió contra el seu pare. El primer intent de provar seriosament la determinació d'Enric va arribar quan Felip II va llançar un atac a Berry l'estiu de 1187 i va capturar la fortalesa d’Issoudun, però al juny va fer una treva amb Enric, que va deixar Issoudun a les mans de Felip alhora que li va concedir Fréteval en Vendômois. Encara que la treva va durar dos anys, Felip va trobar motius per reprendre les hostilitats l'estiu de 1188 i va aconseguir apoderar-se de Châteauroux. Va explotar hàbilment l'allunyament entre Henry i Richard, i Richard li va fer un homenatge voluntàriament a Bonsmoulins el novembre de 1188.
El 1189, quan la salut d'Enric anava deteriorant, Richard va unir les seves forces obertament amb Felip per impulsar-lo a la submissió. El van perseguir de Le Mans a Saumur, capturant Tours en el procés, abans d'obligar-lo a reconèixer Richard com el seu hereu. Finalment, pel tractat d'Azay-le-Rideau (4 de juliol de 1189), Henri es va veure obligat a renovar el seu propi homenatge, confirmar la cessió d'Issoudun a Philippe (juntament amb Graçay), i renunciar a la seva pretensió de sobirania sobre l'Alvèrnia. Henry va morir dos dies després. La seva mort i la notícia de la caiguda de Jerusalem en mans de Saladin, van desviar l'atenció de la guerra franco-anglès.
Els reis angevins d'Anglaterra (la línia de governants a la qual pertanyia Enric II), van ser els vassalls més poderosos i perillosos de Felip com a ducs de Normandia i Aquitània i comtes d'Anjou. Felip es va dedicar a la seva vida per destruir el poder d'Angevin a França. Una de les seves eines més efectives va ser fer amistat amb tots els fills d'Enric i utilitzar-los per fomentar la rebel·lió contra el seu pare. Va mantenir amistat amb Enric el Jove Rei i Geoffrey, duc de Bretanya fins a la seva mort. De fet, al funeral de Geoffrey, va estar tan abatut per la pena que va haver de ser impedit per la força de llançar-se a la tomba. Va trencar les seves amistats amb els altres fills d'Enric, Richard i John, quan cadascun pujava al tron anglès.

## Problemes matrimonials
Morta Isabel el març de 1190, l'agost de 1193 es casà amb Ingeborg de Dinamarca, filla del rei de Dinamarca. Ben aviat la va repudiar, però Ingeborg va refusar aquest tractament, per la qual cosa la va manar tancar en un convent. Felip II apel·là al Papa per una anul·lació del matrimoni adduint la no consumació del matrimoni. Però Ingeborg assegurà que sí que s'havia produït la consumació del matrimoni, per la qual cosa el Papa no concedí la dissolució. Tot i aquests fets Felip II es casà de nou el 1196 amb Agnès de Merània amb qui tingué dos fills.
El Papa Innocenci III va declarar invàlid aquest nou casament, per la qual cosa Ingeborg era l'esposa legal del rei francès. El Sant Pare ordenà al rei repudiar la seva tercera esposa i tornar amb la segona. Quan Felip August no ho feu, el Papa decidí posar França sota un interdicte el 1199. No fou fins al 7 de desembre de 1200 que s'aixecà l'interdicte pel nou repudiament de Felip August a la seva tercera esposa. Per les pressions del Papa i de Valdemar II de Dinamarca, germà d'Ingeborg, Felip II August finalment tornà a acceptar Ingeborg a la Cort francesa el 1213.

## La Tercera Croada i la lluita contra Ricard Cor de Lleó

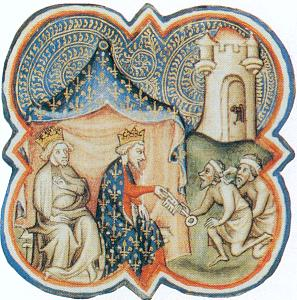
Felip II i Ricard Cor de Lleó rebent les claus de la ciutat d'Acre

El 1188 se signà el tractat de Gisors, entre Felip II August i Ricard Cor de Lleó gràcies a la demanda del papat d'unir-se al costat de Frederic I Barbaroja en la Tercera Croada per tal d'alliberar la ciutat de Jerusalem de les mans de Saladí. Els dos reis rivals, però, no pogueren deixar de banda les seves disputes i tingueren greus enfrontaments entre ells, sobretot pel mal caràcter que caracteritzà Ricard al llarg de tota la seva vida. Després de prendre Acre el 1191, Felip August alliberà Palestina mentre Ricard dirigí l'ofensiva vers Jerusalem.
De retorn a França, Felip II va beneficiar-se de l'absència del seu rival per ocupar part dels seus territoris francesos. En el retorn de Ricard cap Anglaterra el duc d'Àustria capturà el rei anglès i el posà sota el confinament de l'emperador Enric VI. Felip August llavors va persuadir l'emperador alemany per allargar el captiveri i s'alià amb Joan sense Terra, germà de Ricard.
Ricard Cor de Lleó va retornar el 1194 i quatre anys després va expulsar Felip August de les seves terres. Tot i aquest contratemps Felip continuà fomentant les rebel·lions contra Ricard, sobretot a Aquitània, on Ricard va morir al setge de Chalus, Llemosí, el 1199.
Joan sense Terra accedí llavors al tron, un tron completament arruïnat. Felip August aprofità el moment per a confiscar les possessions angleses al continent, ocupant Normandia, Maine, Turena, Poitou i Anjou entre 1204 i 1205. La batalla de Bouvines, lluitada el 27 de juliol de 1214, va dotze anys de guerra i va confirmar la sobirania de la corona francesa sobre les terres normandes de Bretanya i Normandia, i va posar a l'òrbita francesa el comtat de Flandes, i afeblint la posició d'Otó IV, que acabà perdent la corona en mans del seu rival Frederic II.

## Regne modern
Felip II August va convertir París en la capital del seu regne i va centralitzar el poder des d'allà. Va fer pavimentar la majoria de carreteres del país; construir el mercat central de Les Halles; va continuar la construcció, iniciada el 1163, de la catedral gòtica de Notre-Dame de París; va manar construir el Palau del Louvre i va promoure els estudis mitjançant la Universitat de París.
Felip II August va morir el 14 de juliol de 1223 a la ciutat de Mantes, prop de París, i fou enterrat a la Catedral de Saint-Denis.